# Trzebiechów (przystanek kolejowy)
Trzebiechów – nieczynny kolejowy przystanek osobowy w Trzebiechowie, w województwie lubuskim, w Polsce.